# 仮面ライダーバトル ガンバレジェンズ
『仮面ライダーバトル ガンバレジェンズ』（かめんライダーバトル ガンバレジェンズ）は、バンダイから2023年3月23日より稼働が開始されたトレーディングカードアーケードゲーム『データカードダス』の一つで、前作『仮面ライダーバトル ガンバライジング』の後継作品である。

## 概要
前作『仮面ライダーバトル ガンバライジング』の後継作品。筐体は『アイカツプラネット!』でも使用された2画面のフルHDモニターを採用したデータカードダスRを使用している。

## 開発経緯
当時、前作のガンバライジングが10年近く展開されている中、バンダイは今後も「仮面ライダーバトルシリーズ」を続けるにあたっていずれはリニューアルをする必要があるとしていた。ガンバライジングが10周年を迎えた中で、この時期が最適なタイミングであると判断し、新シリーズを展開することとなった。
本作企画の際に、仮面ライダーファンの子供が、仮面ライダーに関わるどんなグッズを欲しがっているかという動向調査を行ったところ、変身ベルトに一番の関心がある方が多いことがわかった。また、現行作品の視聴者層となる子供も、東映特撮ファンクラブ等の動画配信サイトで過去の作品に触れる機会が多い一方で、過去作の変身ベルト等のおもちゃは店頭などで手に入れることが難しいという現状も判明したことから、変身や必殺技といったベルトの遊びをタッチパネル上で再現し、体験できるようにした。
また、過去の仮面ライダーが「レジェンドライダー」と呼ばれていることから、歴代のライダーが多数参戦していることを強調するため、名称は『ガンバレジェンズ』となった。

## 遊び方
ライダーカード4枚とサポートカード1枚を筐体にセットすることでゲームが開始される。

### カード
いずれのカードにも、どの仮面ライダーシリーズ作品の関連カードかが分かるようにその仮面ライダーシリーズ作品のロゴが入っている（パラレルver.は裏面のみ）。
ライダーカード
仮面ライダー（キャラクター）が描かれたカード。カードの左側に攻撃方法を示すアイコン「スロット」が記載されている。
アタッカー（赤）・ディフェンダー（緑）・フィニッシャー（青）の3種類のタイプが存在し、それぞれで得意な戦法が異なる。
アビリティ / リーダーアビリティ / レジェンドアビリティ
ライダーカードに設定されている特殊能力。アビリティは基本的にゲーム内で条件を満たすことで発動する。リーダーアビリティはリーダーに設定したライダーのみが発動することが可能。レジェンドアビリティはコストを消費することで発動し、追加ダメージを与えたり、フォームを変えることができる。
サポートカード
マシンやアイテム、エネミーやイベントなどが記載されたカード。ライダーをサポートすることができる。一部のイベントカードは、カードに印刷されているライダーを使うことで、特定のアビリティが発動する（一部ライダーを除く）。

### システム
ゲームが始まると以下の流れで戦闘が行われる。各バトル中には「シンクロアクション」と呼ばれる、ライダーのアクションに合わせて画面をタッチ操作するアクションが盛り込まれている。きれいになぞれば、相手に与えるダメージが大きくなる。
スロットバトル
スロットを回し、アイコンを揃えるターン。同じアイコンが揃うことで、戦闘に参加するライダーが増える。スロットを回すほど、アイコンは揃いやすくなる。
スピードバトル
ライダーカードごとに記載されているスピードレベルを競うターン。勝利した方が先攻となる。
スロットバトルでライダーが増えている場合はその分も加算され、さらにアビリティやサポートカードなどで数値を増やすことも可能。
攻撃開始
スロットバトルで止めたアイコンに応じた攻撃を行う。
ドラマティックチャンス
スロットバトルで三人のライダーのアイコンが揃っている場合に発動。ルーレットにより、バトルに有利になる特別な効果が発動する。
必殺技
ライダーごとに設定された必殺技で、敵の体力が０になるか、シンクロゲージがマックスまで溜まることで発動する。

## 登場作品・仮面ライダー
以下は正式参戦したライダーを記載する。本作では前作『ガンバライジング』のカードが最初から全て使用可能。ただし、全カード共通で変身のシンクロアクションがスキップされバースト面でしか参戦していないライダーとその形態は使用不可となり、必殺技も「アサルトストライク」または「アサルトストレート」という汎用のものとなる。また、前作のカードを使う以外にも、ゲーム中で入手できる「ライダーチケット」を使用することで、未参戦のライダーを使用することができる。
☆は仮面ライダーバトルシリーズ初参戦ライダー（リバイスまで）★は『ガンバライジング』に登場せず、『ガンバライド』以来の参戦となるライダーである。

### 1弾
2023年3月23日稼働。
- 『仮面ライダーギーツ』
  - 仮面ライダーギーツ レーザーブーストフォーム
  - 仮面ライダーギーツ マグナムブーストフォーム
  - 仮面ライダーギーツ マグナムフォーム
  - 仮面ライダータイクーン ニンジャフォーム
  - 仮面ライダーナーゴ ビートフォーム
  - 仮面ライダーバッファ ゾンビフォーム
- 『仮面ライダーリバイス』
  - 仮面ライダーリバイ レックスゲノム
  - 仮面ライダーバイス レックスゲノム
  - 仮面ライダーライブ バットゲノム
  - 仮面ライダージャンヌ コブラゲノム
- 『仮面ライダーセイバー』
  - 仮面ライダーセイバー ブレイブドラゴン
- 『仮面ライダーゼロワン』
  - 仮面ライダーゼロワン ライジングホッパー（プロモーションカード）
- 『仮面ライダーゴースト』
  - 仮面ライダーゴースト オレ魂
  - 仮面ライダースペクター
- 『仮面ライダー鎧武/ガイム』
  - 仮面ライダー鎧武 オレンジアームズ
  - 仮面ライダーバロン バナナアームズ
  - 仮面ライダー龍玄 ブドウアームズ
  - 仮面ライダー斬月 メロンアームズ
- 『仮面ライダーW』
  - 仮面ライダーW サイクロンジョーカー
  - 仮面ライダーアクセル
  - 仮面ライダースカル
- 『仮面ライダーディケイド』
  - 仮面ライダーディケイド
  - 仮面ライダーディエンド
  - 仮面ライダークウガ マイティフォーム（小野寺）
- 『仮面ライダー電王』
  - 仮面ライダー電王 ソードフォーム
  - 仮面ライダーゼロノス アルタイルフォーム
- 『仮面ライダークウガ』
  - 仮面ライダークウガ マイティフォーム
- 『仮面ライダーBLACK』
  - 仮面ライダーBLACK
- 『仮面ライダーV3』
  - 仮面ライダーV3
  - ライダーマン
- 『仮面ライダー』
  - 仮面ライダー新1号
  - 仮面ライダー新2号

### 2弾
2023年6月29日稼働。サポートカードに「イベント」が追加。全国大戦が実装。
- 『仮面ライダーガッチャード』
  - 仮面ライダーガッチャード スチームホッパー（プロモーションカード）
- 『仮面ライダーギーツ』
  - 仮面ライダーギーツIX
  - 仮面ライダージーン
- 『仮面ライダーゼロワン』
  - 仮面ライダーゼロワン ライジングホッパー
  - 仮面ライダーバルカン シューティングウルフ
  - 仮面ライダーバルキリー ラッシングチーター
- 『仮面ライダーカブト』
  - 仮面ライダーカブト ライダーフォーム
  - 仮面ライダーガタック ライダーフォーム
  - 仮面ライダーザビー ライダーフォーム（矢車）
  - 仮面ライダードレイク ライダーフォーム
- 『仮面ライダー響鬼』
  - 仮面ライダー響鬼
  - 仮面ライダー威吹鬼
  - 仮面ライダー轟鬼 ★
  - 仮面ライダー斬鬼 ★
- 『仮面ライダー剣』
  - 仮面ライダーブレイド
  - 仮面ライダーギャレン
  - 仮面ライダーカリス
  - 仮面ライダーレンゲル
- 『仮面ライダーアマゾン』
  - 仮面ライダーアマゾン
- 『仮面ライダーX』
  - 仮面ライダーX

### 3弾
2023年9月28日稼働。レジェンドアビリティ「フォームチェンジ」が追加。
- 『仮面ライダーガッチャード』
  - 仮面ライダーガッチャード スチームホッパー
  - 仮面ライダーガッチャード アッパレスケボー
  - 仮面ライダーガッチャード アントレスラー
- 『仮面ライダーギーツ』
  - 仮面ライダーギーツ ブーストフォームマークII
  - 仮面ライダータイクーンブジンソード
- 『仮面ライダービルド』
  - 仮面ライダービルド ラビットタンクフォーム
  - 仮面ライダービルド ゴリラモンドフォーム
  - 仮面ライダークローズ
  - 仮面ライダーグリス
  - 仮面ライダーローグ
- 『仮面ライダーオーズ』
  - 仮面ライダーオーズ タトバコンボ
  - 仮面ライダーオーズ ガタキリバコンボ
  - 仮面ライダーバース（伊達）
- 『仮面ライダー電王』
  - 仮面ライダー電王 ロッドフォーム
  - 仮面ライダー電王 アックスフォーム
  - 仮面ライダー電王 ガンフォーム
- 『仮面ライダー龍騎』
  - 仮面ライダー龍騎
  - 仮面ライダーナイト
  - 仮面ライダーゾルダ
  - 仮面ライダーライア ☆
- 『仮面ライダークウガ』
  - 仮面ライダークウガ ドラゴンフォーム
- 『真・仮面ライダー 序章』
  - 仮面ライダーシン
- 『仮面ライダーストロンガー』
  - 仮面ライダーストロンガー
  - 仮面ライダーストロンガー チャージアップ（レジェンドアビリティ）

### 4弾
2023年11月30日稼働。サポートカードに「エネミー」が追加。
- 『仮面ライダーガッチャード』
  - 仮面ライダーガッチャード ニードルホーク
  - 仮面ライダーガッチャード ゴルドメカニッカー
  - 仮面ライダーガッチャード ライトニングジャングル
- 『仮面ライダーセイバー』
  - 仮面ライダーブレイズ ライオン戦記
  - 仮面ライダーエスパーダ ランプドアランジーナ
- 『仮面ライダーエグゼイド』
  - 仮面ライダーエグゼイド アクションゲーマー レベル1
  - 仮面ライダーエグゼイド アクションゲーマー レベル2
  - 仮面ライダーブレイブ クエストゲーマー レベル2
  - 仮面ライダースナイプ シューティングゲーマー レベル2
  - 仮面ライダーレーザー バイクゲーマー レベル1
- 『仮面ライダーウィザード』
  - 仮面ライダーウィザード フレイムスタイル
  - 仮面ライダーウィザード ランドスタイル（レジェンドアビリティ）
  - 仮面ライダービースト
- 『仮面ライダーアギト』
  - 仮面ライダーアギト グランドフォーム
  - 仮面ライダーG3 ☆
  - 仮面ライダーギルス
- 『仮面ライダースーパー1』
  - 仮面ライダースーパー1
  - 仮面ライダースーパー1 パワーハンド（レジェンドアビリティ） ☆
- 『仮面ライダー (スカイライダー)』
  - スカイライダー

### 5弾
2024年1月25日稼働。本弾にて1号からガッチャード（ネオライダーを含む）までの全ての主人公ライダーが揃った。
- 『仮面ライダーガッチャード』
  - 仮面ライダーファイヤーガッチャード スチームホッパー
  - 仮面ライダーマジェード サンユニコーン
- 『仮面ライダージオウ』
  - 仮面ライダージオウ
  - 仮面ライダーゲイツ
- 『仮面ライダードライブ』
  - 仮面ライダードライブ タイプスピード
  - 仮面ライダードライブ タイプスピード フレア（レジェンドアビリティ）
  - 仮面ライダーマッハ
  - 仮面ライダーマッハ マガール（レジェンドアビリティ）☆
- 『仮面ライダーフォーゼ』
  - 仮面ライダーフォーゼ ベースステイツ
  - 仮面ライダーメテオ
- 『仮面ライダーキバ』
  - 仮面ライダーキバ キバフォーム
  - 仮面ライダーイクサ バーストモード
- 『仮面ライダー555』
  - 仮面ライダーファイズ
  - 仮面ライダーファイズ アクセルフォーム（レジェンドアビリティ）
  - 仮面ライダーカイザ
  - 仮面ライダーデルタ
  - 仮面ライダーサイガ ☆
- 『仮面ライダーJ』
  - 仮面ライダーJ
- 『仮面ライダーZO』
  - 仮面ライダーZO
- 『仮面ライダーBLACK RX』
  - 仮面ライダーBLACK RX
- 『仮面ライダーZX』
  - 仮面ライダーZX

### シンクロ神話（マイス） 1章
2024年3月21日稼働。レジェンドアビリティ「コマンドラッシュ」が追加。
- 『仮面ライダーガッチャード』
  - 仮面ライダープラチナガッチャード
  - 仮面ライダーヴァルバラド
- 『仮面ライダーギーツ』
  - 仮面ライダーギーツ エントリーレイズフォーム
- 『仮面ライダージオウ』
  - 仮面ライダーウォズ
  - 仮面ライダーツクヨミ
- 『仮面ライダーエグゼイド』
  - 仮面ライダーポッピー ときめきクライシスゲーマー レベルX
- 『仮面ライダーアマゾンズ』
  - 仮面ライダーアマゾンオメガ
  - 仮面ライダーアマゾンアルファ
- 『仮面ライダー鎧武/ガイム』
  - 仮面ライダーブラーボ ドリアンアームズ
- 『仮面ライダーオーズ』
  - 仮面ライダーオーズ ラトラーターコンボ
- 『仮面ライダーW』
  - 仮面ライダーW ヒートメタル（レジェンドアビリティ）
- 『仮面ライダー響鬼』
  - 仮面ライダー歌舞鬼 ☆（プロモーションカード）
- 『仮面ライダークウガ』
  - 仮面ライダークウガ タイタンフォーム ★
  - 仮面ライダークウガ ライジングタイタン（レジェンドアビリテイ）
- 『仮面ライダー』
  - 仮面ライダー1号☆

### シンクロ神話（マイス） 2章
2024年5月23日稼働。
- 『仮面ライダーガッチャード』
  - 仮面ライダーレインボーガッチャード（プロモーションカード）
  - 仮面ライダーレジェンド
- 『仮面ライダーゼロワン』
  - 仮面ライダーゼロワン メタルクラスタホッパー
  - 仮面ライダー滅 スティングスコーピオン
- 『仮面ライダージオウ』
  - 仮面ライダーバールクス ☆
- 『仮面ライダービルド』
  - 仮面ライダービルド ラビットタンクスパークリングフォーム
  - 仮面ライダービルド ラビットタンクハザードフォーム
- 『仮面ライダーW』
  - 仮面ライダーW ファングジョーカー
- 『仮面ライダーアギト』
  - 仮面ライダーアギト バーニングフォーム
  - 仮面ライダーエクシードギルス ☆
  - 仮面ライダーアナザーアギト
- 『仮面ライダーストロンガー』
  - 仮面ライダーストロンガー チャージアップ

### シンクロ神話（マイス） 3章
2024年7月25日稼働。レジェンドアビリティ「ライダーソウル」が追加。
- 『仮面ライダーガヴ』
  - 仮面ライダーガヴ ポッピングミフォーム（プロモーションカード）
- 『仮面ライダーガッチャード』
  - 仮面ライダーレインボーガッチャード
  - 仮面ライダーファイヤーガッチャードデイブレイク スチームホッパー（プロモーションカード）
- 『仮面ライダーギーツ』
  - 仮面ライダーバッファ フィーバーゾンビフォーム ジャマ神
- 『仮面ライダーアマゾンズ』
  - 仮面ライダーアマゾンネオ
- 『仮面ライダー鎧武/ガイム』
  - 仮面ライダー鎧武 カチドキアームズ
  - 仮面ライダー斬月・真 メロンエナジーアームズ
- 『仮面ライダー剣』
  - 仮面ライダーブレイド ジャックフォーム（レジェンドアビリティ）
- 『仮面ライダー龍騎』
  - 仮面ライダー王蛇
  - 仮面ライダーガイ ☆

### シンクロ神話（マイス） 4章
2024年9月19日稼働。
- 『仮面ライダーガヴ』
  - 仮面ライダーガヴ ポッピングミフォーム
- 『仮面ライダーギーツ』
  - 仮面ライダーパンクジャック モンスターフォーム
- 『仮面ライダーゴースト』
  - 仮面ライダーネクロム
- 『仮面ライダーウィザード』
  - 仮面ライダーウィザード ランドスタイル
- 『仮面ライダー電王』
  - 仮面ライダー電王 ウイングフォーム
  - 仮面ライダーゼロノス ベガフォーム
- 『仮面ライダークウガ』
  - 仮面ライダークウガ ライジングマイティ
- 『仮面ライダーBLACK RX』
  - ロボライダー

### シンクロ神話（マイス） 5章
2024年11月21日稼働。レジェンドアビリティ「デッドリーアサルト」が追加。
- 『仮面ライダーガヴ』
  - 仮面ライダーヴァレン チョコドンフォーム
- 『仮面ライダーリバイス』
  - 仮面ライダーエビル バットゲノム
  - 仮面ライダーベイル ☆
  - 仮面ライダーデストリーム ヘラクレスゲノム ☆
- 『仮面ライダービルド』
  - 仮面ライダーエボル コブラフォーム（フェーズ1）（プロモーションカード）
- 『仮面ライダーエグゼイド』
  - 仮面ライダーゲンム アクションゲーマーレベル2
- 『仮面ライダーキバ』
  - 仮面ライダーダークキバ
- 『仮面ライダーカブト』
  - 仮面ライダーダークカブト ライダーフォーム
- 『仮面ライダー響鬼』
  - 仮面ライダー歌舞鬼 ☆
- 『仮面ライダー555』
  - 仮面ライダーファイズ アクセルフォーム
- 『仮面ライダーBLACK』
  - シャドームーン

### シンクロ神話（マイス） 6章
2025年1月23日稼働。
- 『仮面ライダーガヴ』
  - 仮面ライダーヴラム プリンカスタム
  - 仮面ライダービターガヴ スパーキングミフォーム（プロモーションカード）
- 『仮面ライダーギーツ』
  - 仮面ライダーバッファプロージョンレイジ（プロモーションカード）
- 『仮面ライダーセイバー』
  - 仮面ライダーバスター 玄武神話
- 『仮面ライダーゼロワン』
  - 仮面ライダーゼロツー（プロモーションカード）
  - 仮面ライダーサウザー
- 『仮面ライダーエグゼイド』
  - 仮面ライダーゲンム ゾンビゲーマーレベルX
  - 仮面ライダークロノス クロニクルゲーマー
- 『仮面ライダーディケイド』
  - 仮面ライダーディケイド コンプリートフォーム
- 『仮面ライダーカブト』
  - 仮面ライダーカブト ハイパーフォーム
  - 仮面ライダーサソード ライダーフォーム
- 『仮面ライダー剣』
  - 仮面ライダーブレイド ジャックフォーム
  - 仮面ライダーギャレン ジャックフォーム ☆

### クロマティックX（クロス） 1弾
2025年3月21日稼働。パッシブアビリティ「ツイゲキ」が追加。
- 『仮面ライダーガヴ』
  - 仮面ライダーガヴ ブリザードソルベフォーム
  - 仮面ライダービターガヴ スパーキングミフォーム
- 『仮面ライダービルド』
  - 仮面ライダークローズチャージ
  - 仮面ライダーグリスブリザード
- 『仮面ライダーW』
  - 仮面ライダーエターナル
- 『仮面ライダー電王』
  - 仮面ライダーNEW電王 ストライクフォーム
- 『仮面ライダー龍騎』
  - 仮面ライダータイガ ☆
- 『仮面ライダーアギト』
  - 仮面ライダーG3-X
- 『仮面ライダークウガ』
  - 仮面ライダークウガ ライジングドラゴン（レジェンドアビリティ）
- 『仮面ライダーBLACK RX』
  - バイオライダー

### クロマティックX（クロス） 2弾
2025年5月22日稼働。レジェンドアビリティ「ライダーズクロス」、パッシブアビリティ「ゲキレツアタック」が追加。
- 『仮面ライダーガヴ』
  - 仮面ライダーガヴ オーバーモード(プロモーションカード)
  - 仮面ライダーヴァレン フラッペカスタム
  - 仮面ライダービターガヴ ブレイクッキーフォーム
- 『仮面ライダーガッチャード』
  - 仮面ライダーガッチャード アルティマスチームホッパー
  - 仮面ライダーファイヤーガッチャードデイブレイク スチームホッパー
- 『仮面ライダーアウトサイダーズ』
  - 仮面ライダーゼイン（桜井侑斗）（プロモーションカード）
- 『仮面ライダーギーツ』
  - 仮面ライダーナーゴ ファンタジーフォーム（プロモーションカード）
- 『仮面ライダーセイバー』
  - 仮面ライダーセイバー クリムゾンドラゴン
- 『仮面ライダーゼロワン』
  - 仮面ライダー迅 フライングファルコン
  - 仮面ライダー雷
- 『仮面ライダーゴースト』
  - 仮面ライダーゴースト 闘魂ブースト魂
- 『仮面ライダードライブ』
  - 仮面ライダードライブ タイプスピード スパイク(レジェンドアビリティ)
- 『仮面ライダー鎧武』
  - 仮面ライダーバロン レモンエナジーアームズ
- 『仮面ライダーウィザード』
  - 仮面ライダーウィザード フレイムドラゴン
- 『仮面ライダーフォーゼ』
  - 仮面ライダーフォーゼ ファイヤーステイツ
- 『仮面ライダーオーズ』
  - 仮面ライダーオーズ タジャドルコンボ
- 『仮面ライダーW』
  - 仮面ライダーW ヒートメタル
- 『仮面ライダー響鬼』
  - 仮面ライダー響鬼紅
- 『仮面ライダー555』
  - 仮面ライダーファイズ ブラスターフォーム

### クロマティックX（クロス） 3弾
2025年7月24日稼働。パッシブアビリティ「カウンター」が追加。
- 『仮面ライダーガヴ』
  - 仮面ライダーガヴ オーバーモード
  - 仮面ライダーガヴ マスターモード
  - 仮面ライダーヴラム アラモードモード
  - 仮面ライダービターガヴ マーブルブレイクッキーフォーム
  - 仮面ライダーガヴ ケーキングフォーム（プロモーションカード）
  - 仮面ライダーカリエス C3（プロモーションカード）
- 『仮面ライダーゼロワン』
  - 仮面ライダーアークゼロ
- 『仮面ライダーゴースト』
  - 仮面ライダーゴースト グレイトフル魂
- 『仮面ライダーW』
  - 仮面ライダージョーカー
- 『仮面ライダー555』
  - 仮面ライダーオーガ
- 『仮面ライダー龍騎』
  - 仮面ライダーリュウガ
- 『仮面ライダーアギト』
  - 仮面ライダーG4 ☆
- 『仮面ライダークウガ』
  - 仮面ライダークウガ アメイジングマイティ
  - 仮面ライダークウガ ペガサスフォーム (プロモーションカード)
  - 仮面ライダークウガ ライジングペガサス （レジェンドアビリティ) (プロモーションカード）

## 声の出演
前作『ガンバライジング』にも登場しているライダーは音声を流用している（前々作『ガンバライド』時代に収録されたものも含む）。キャスト名が太字のものは原典と同じキャストが演じている。特記の無い限り、1弾から担当。
- 仮面ライダーガヴ / 仮面ライダービターガヴ - 知念英和（シンクロ神話3章から[6]）
- 仮面ライダーヴァレン - 日野友輔（シンクロ神話5章から[7]）
- 仮面ライダーヴラム - 庄司浩平 （シンクロ神話6章から[8]）
- 仮面ライダービターガヴ（マーゲン） - 高木渉（クロマティックX2弾から[9]）
- 仮面ライダービターガヴ（酸賀） - 浅沼晋太郎 （クロマティックX3弾から[10]）
- 仮面ライダーカリエス - 世界（クロマティックX3弾から[11]）
- 仮面ライダーガッチャード - 本島純政（3弾から）
- 仮面ライダーマジェード - 松本麗世（5弾から[12]）
- 仮面ライダーヴァルバラド - 藤林泰也（シンクロ神話1章から[13]）
- 仮面ライダーレジェンド - 永田聖一朗（シンクロ神話2章から[14]）
- 仮面ライダーガッチャードデイブレイク - DAIGO（シンクロ神話3章から[15]）
- 仮面ライダーゼイン（桜井侑斗） / 仮面ライダーゼロノス アルタイル・ゼロフォーム、仮面ライダー響鬼（京介） - 中村優一[注 1]
- 仮面ライダーギーツ - 簡秀吉
- 仮面ライダータイクーン - 佐藤瑠雅[注 2]
- 仮面ライダーナーゴ - 星乃夢奈[注 3]
- 仮面ライダーバッファ - 杢代和人
- 仮面ライダーパンクジャック - 崎山つばさ（シンクロ神話4章から[17]）
- 仮面ライダージーン - 鈴木福（2弾から[18]）
- 仮面ライダーリバイ / 仮面ライダーリバイス - 前田拳太郎
- 仮面ライダーバイス / 仮面ライダージャックリバイス - 木村昴
- 仮面ライダーライブ / 仮面ライダーエビル - 日向亘
- 仮面ライダージャンヌ - 井本彩花
- 仮面ライダーデモンズ - 小松準弥
- 仮面ライダーアギレラ - 浅倉唯
- 仮面ライダーデモンズ（狩崎） / 仮面ライダージュウガ - 濱尾ノリタカ
- 仮面ライダーデストリーム - 戸次重幸（シンクロ神話5章から[19]）
- 仮面ライダーベイル - 津田健次郎（シンクロ神話5章から[20]）
- 仮面ライダーセイバー - 内藤秀一郎
- 仮面ライダーブレイズ - 山口貴也
- 仮面ライダーエスパーダ / 仮面ライダーカリバー（賢人） - 青木瞭
- 仮面ライダーバスター - 生島勇輝
- 仮面ライダー剣斬 - 富樫慧士
- 仮面ライダースラッシュ - 岡宏明
- 仮面ライダーカリバー - 平山浩行
- 仮面ライダー最光 - 市川知宏
- 仮面ライダーサーベラ - アンジェラ芽衣
- 仮面ライダーデュランダル - 庄野崎謙
- 仮面ライダーファルシオン、仮面ライダーアマゾンアルファ - 谷口賢志
- 仮面ライダーゼロワン / 仮面ライダーゼロツー / 仮面ライダーアークワン - 高橋文哉
- 仮面ライダーゼロツー（イズ） - 鶴嶋乃愛
- 仮面ライダーバルカン - 岡田龍太郎
- 仮面ライダーバルキリー / ファイティングジャッカルレイダー - 井桁弘恵
- 仮面ライダー滅 - 砂川脩弥
- 仮面ライダー迅 - 中川大輔
- 仮面ライダー雷 - 山口大地
- 仮面ライダー亡 / 仮面ライダーバルカン アサルトウルフ（亡） - 中山咲月
- 仮面ライダーサウザー - 桜木那智
- 仮面ライダーアークゼロ - 速水奨
- 仮面ライダー1型 ‐ 山本耕史
- 仮面ライダーエデン - 伊藤英明
- 仮面ライダージオウ / 仮面ライダーオーマジオウ（2019常磐ソウゴ） - 奥野壮
- 仮面ライダーゲイツ - 押田岳
- 仮面ライダーウォズ（黒ウォズ / 白ウォズ） - 渡邊圭祐
- 仮面ライダーツクヨミ - 大幡しえり
- 仮面ライダーオーマジオウ、仮面ライダー武神鎧武 - 小山力也
- アナザーディケイド - 兼崎健太郎
- 仮面ライダービルド - 犬飼貴丈
- 仮面ライダークローズ - 赤楚衛二
- 仮面ライダーグリス、仮面ライダーイクサ（音也） / 仮面ライダーダークキバ（音也）、仮面ライダーキバ（正夫） - 武田航平
- 仮面ライダーローグ / ナイトローグ - 水上剣星
- 仮面ライダーエボル / ブラッドスターク - 金尾哲夫
- 仮面ライダーマッドローグ / ナイトローグ（内海） - 越智友己
- 仮面ライダーエグゼイド - 飯島寛騎
- 仮面ライダーブレイブ - 瀬戸利樹
- 仮面ライダースナイプ / 仮面ライダークロノス（大我） - 松本享恭
- 仮面ライダーレーザー - 小野塚勇人
- 仮面ライダーゲンム - 岩永徹也
- 仮面ライダーパラドクス / 仮面ライダーアナザーパラドクス - 甲斐翔真
- 仮面ライダーポッピー - 松田るか
- 仮面ライダークロノス / ゲムデウスクロノス - 貴水博之
- ライドプレイヤーニコ - 黒崎レイナ
- グラファイトバグスター - 町井祥真
- 仮面ライダーアマゾンオメガ - 藤田富
- 仮面ライダーアマゾンネオ - 前嶋曜
- 仮面ライダーゴースト - 西銘駿
- 仮面ライダースペクター - 山本涼介
- 仮面ライダーネクロム - 磯村勇斗
- 仮面ライダードライブ - 竹内涼真
- 仮面ライダーマッハ - 稲葉友
- 仮面ライダーチェイサー / 仮面ライダープロトドライブ / 魔進チェイサー / 超魔進チェイサー - 上遠野太洸
- ハートロイミュード - 蕨野友也
- ゴルドドライブ - 森田成一
- 仮面ライダー3号 - 及川光博
- 仮面ライダー鎧武 - 佐野岳
- 仮面ライダーバロン / ロード・バロン - 小林豊
- 仮面ライダー龍玄 / 仮面ライダー斬月・真（光実） - 高杉真宙
- 仮面ライダー斬月 / 仮面ライダー斬月・真 - 久保田悠来
- 仮面ライダーグリドン / 黒影トルーパー（城乃内） - 松田凌
- 仮面ライダー黒影 - 白又敦
- 仮面ライダーブラーボ - 吉田メタル
- 仮面ライダーデューク - 青木玄徳
- 仮面ライダーシグルド - 波岡一喜
- 仮面ライダーマリカ - 佃井皆美
- 仮面ライダーナックル - 松田岳
- 仮面ライダー黒影・真 - 百瀬朔
- 仮面ライダーマルス - 片岡愛之助
- 仮面ライダーウィザード - 白石隼也
- 仮面ライダービースト - タスク
- 仮面ライダーワイズマン - 髙階俊嗣
- 仮面ライダーワイズマン（コヨミ） - 奥仲麻琴
- フェニックス - 篤海
- 仮面ライダーフォーゼ - 福士蒼汰
- 仮面ライダーメテオ - 吉沢亮
- 仮面ライダーなでしこ - 真野恵里菜
- 仮面ライダーオーズ - 渡部秀
- 仮面ライダーバース（伊達） / 仮面ライダーバース・プロトタイプ（伊達） - 岩永洋昭
- 仮面ライダーバース（後藤） - 君嶋麻耶
- アンク / 仮面ライダーオーズ タジャドルコンボエタニティ - 三浦涼介
- 恐竜グリード - 神尾佑
- 仮面ライダーゴーダ - 日野聡
- 仮面ライダーW（翔太郎） / 仮面ライダージョーカー - 桐山漣
- 仮面ライダーW（フィリップ） - 菅田将暉
- 仮面ライダーアクセル - 木ノ本嶺浩
- 仮面ライダーエターナル - 松岡充
- ナスカ・ドーパント - 君沢ユウキ
- 仮面ライダーディケイド - 井上正大
- 仮面ライダーディエンド - 戸谷公人
- 仮面ライダークウガ（小野寺） - 村井良大
- 仮面ライダーキバーラ - 森カンナ
- 仮面ライダーキバ - 瀬戸康史
- キバットバットIII世 - 杉田智和
- 仮面ライダーイクサ（名護） - 加藤慶祐
- 仮面ライダーイクサ（恵） - 柳沢なな
- 仮面ライダーサガ / 仮面ライダーダークキバ（太牙） - 山本匠馬
- 仮面ライダー電王 ソード・クライマックス・超クライマックスフォーム / モモタロス - 関俊彦
- 仮面ライダー電王 ロッド・クライマックス・超クライマックスフォーム / ウラタロス / 仮面ライダーディエンド（ウラタロス） - 遊佐浩二
- 仮面ライダー電王 アックス・クライマックス・超クライマックスフォーム / キンタロス、シャドームーン / レッドシャドームーン - てらそままさき
- 仮面ライダー電王 ガン・クライマックス・超クライマックスフォーム / リュウタロス - 鈴村健一
- 仮面ライダー電王 ウイング・超クライマックスフォーム - 三木眞一郎
- 仮面ライダーゼロノス ベガフォーム - 大塚芳忠
- 仮面ライダーNEW電王 - 桜田通
- 仮面ライダーガタック - 佐藤祐基
- 仮面ライダーザビー（矢車） / 仮面ライダーキックホッパー - 徳山秀典
- 仮面ライダーパンチホッパー - 内山眞人
- 仮面ライダードレイク - 加藤和樹
- 仮面ライダー斬鬼 - 松田賢二（2弾から[21]）
- 仮面ライダーブレイド - 椿隆之
- 仮面ライダーギャレン - 天野浩成
- 仮面ライダーカリス / ジョーカー - 森本亮治
- 仮面ライダーレンゲル - 北条隆博
- 仮面ライダーファイズ / ウルフオルフェノク - 半田健人
- 仮面ライダーカイザ  - 村上幸平[注 4]
- 仮面ライダーデルタ - 原田篤（5弾から[23]）
- ドラゴンオルフェノク - 藤田玲
- 仮面ライダー龍騎、仮面ライダーリュウガ - 須賀貴匡[注 5]
- 仮面ライダーナイト - 松田悟志
- 仮面ライダーゾルダ - 小田井涼平
- 仮面ライダーゾルダ（由良） - 弓削智久
- 仮面ライダー王蛇 - 萩野崇
- 仮面ライダーライア - 高野八誠（3弾から[26]）
- 仮面ライダーガイ - 一條俊（シンクロ神話3章から[27]）
- 仮面ライダータイガ - 高槻純（クロマティックX1弾から[28]）
- 仮面ライダーオーディン - 小山剛志
- 仮面ライダーアギト - 賀集利樹
- 仮面ライダーアナザーアギト - 樋口隆則
- ン・ダグバ・ゼバ - 浦井健治
- 仮面ライダーBLACK / 仮面ライダーBLACK RX / ロボライダー / バイオライダー - 倉田てつを
- 仮面ライダーZX - 菅田俊
- 仮面ライダースーパー1 - 根本幸多[29]
- 仮面ライダー1号 / 新1号 - 藤岡弘、

## 主題歌
「Brand new LEGEND」
谷本貴義による1弾から5弾までの主題歌。作詞は武田理志、作曲・編曲は石濱翔（MONACA）、ギターは後藤貴徳。
「Aim Higher!」
谷本貴義による「シンクロ神話」主題歌。作詞は武田理志、作曲・編曲は石濱翔（MONACA）、ギターは後藤貴徳。
「Xing!」
谷本貴義による「クロマティックX」主題歌。作詞は武田理志、作曲・編曲は石濱翔（MONACA）、ギターは後藤貴徳。